# Amalie Sara Colquhoun

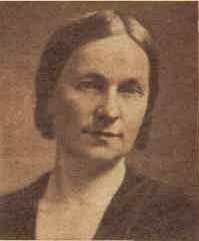
Amalie Colquhoun, 1937

Amalie Sara Colquhoun (* 20. März 1894 in Murtoa, Victoria, Australien; † 16. Juni 1974 in Melbourne, Australien) war eine australische Landschafts- und Porträtmalerin. Ihre Gemälde sind in nationalen und staatlichen Galerien vertreten. Sie stellte in England und Australien aus und unterrichtete mit ihrem Mann an der von ihm gegründeten Kunstschule in Melbourne.

## Leben und Werk

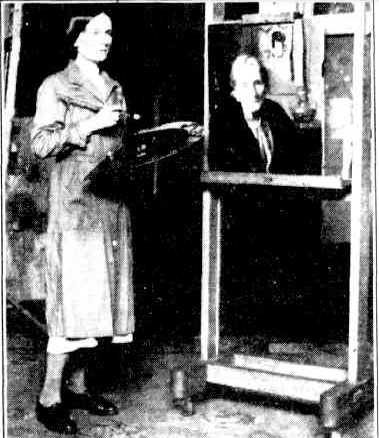
Ein Foto der australischen Künstlerin Amalie Colquhoun beim Malen in ihrem Atelier, veröffentlicht in der Zeitung The Herald, 1933

Colquhoun wurde als Amalie Sara Field als Tochter der in Australien geborenen Eltern Alfred Francis Feild und Louisa Caroline, geb. Degenhardt, geboren. Nachdem sie 1904 mit ihrer Familie nach Ballarat gezogen war, besuchte sie die Ballarat Technical Art School, wo sie Mitte der 1920er Jahre Kunstmeisterin wurde. Sie unterrichtete dann an der Sebastopol Primary School. Sie setzte ihr Studium am Sydney Technical College und an der Max Meldrum School in Melbourne fort.
Nach ihrer Rückkehr nach Ballarat leitete sie die Töpferklasse an der Ballarat Technical Art School und entwarf Buntglasfenster für drei Kirchen in Ballarat, die St Andrew’s Kirk, die Lydiard Street Uniting Church und die Mount Pleasant Methodist Church.
Von 1927 bis 1933 unterrichtete sie als Kunstlehrerin am Working Men’s College, Melbourne. Am 21. November 1931 heiratete sie den australischen Maler Archibald Douglas Colquhoun. Ihr Mann hatte in Melbourne eine Kunstschule gegründet, an der sie dann ab 1933 unterrichtete. 1934 fand die erste der vielen gemeinsamen Ausstellungen mit ihrem Mann statt.
1936 reiste sie mit ihrem Ehemann nach London. Sie mieteten ein Studio im Stadtteil Bloomsbury und veranstalteten eine Ausstellung in der Arlington Gallery. Sie erhielten Aufträge für Porträts und ihre Bilder wurden in der 8. jährlichen British Empire Society of Arts Exhibition gezeigt. Ihre Blumengemälde wurden in der Ausstellung der United Society of Artists gezeigt.
Als sie mit ihrem Mann 1937 nach Melbourne zurückkehrte, unterrichteten beide wieder an ihrer Kunstschule. Sie erlangte zunehmend Anerkennung für ihre Kinderporträts.
1950 schlossen die Colquhouns ihre Schule und zogen 1954 nach Kew, um in ihrem Haus ein Atelier und eine Galerie einzurichten. Sie malten weiterhin insbesondere Landschaften.
Sie starb am 16. Juni 1974 in East Melbourne und wurde auf dem Boroondara General Cemetery in Kew (Victoria) beigesetzt.
Im November 1983 fand in den Adam Galleries in Melbourne eine Gedenkausstellung mit ihren Gemälden statt. Die Arbeiten der Colquhouns sind in der National Gallery of Australia, der Art Gallery of New South Wales, Queensland Art Gallery, der National Gallery of Victoria und der Art Gallery of Western Australia sowie in vielen regionalen Galerien vertreten.

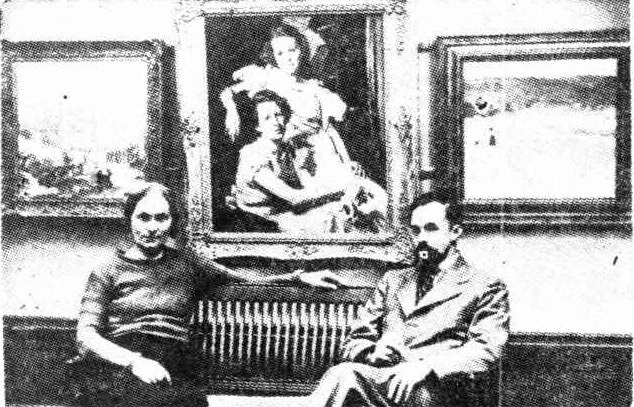
Ein Foto der australischen Künstler Amalie und Archibald Colquhoun in der Zeitung Northern Star, 1937
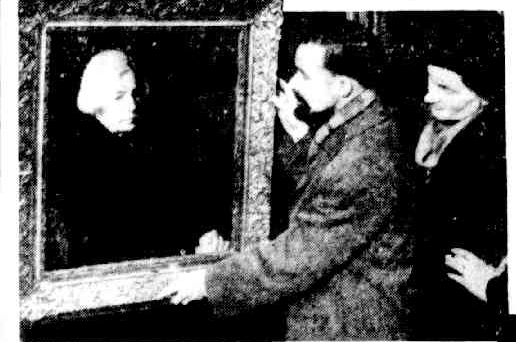
Foto von Amalie und Archibald Colquhoun bei der Untersuchung eines Gemäldes, veröffentlicht in der Zeitung The Herald, 1934
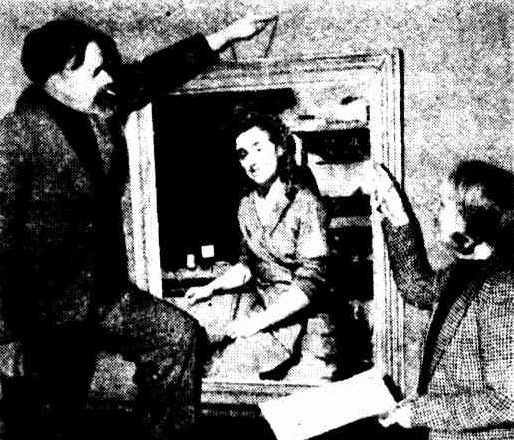
Foto von Amalie und Archibald Colquhoun, die Gemälde für ihre gemeinsame Ausstellung im Athenaeum aufhängen, veröffentlicht in der Zeitung Argus, 1947
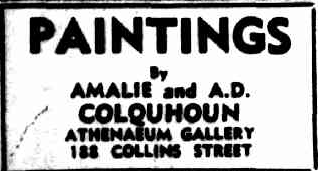
Eine Anzeige für eine gemeinsame Ausstellung von Gemälden von Amalie und Archibald Colquhoun, die in der Zeitung The Herald veröffentlicht wurde, 1939

## Auszeichnungen
Colquhoun wurde im Laufe der Jahrzehnte mehrmals Finalistin in Australiens Porträtpreis, dem Archibald Prize:
- 1933: John Davie[6]
- 1934: Jean Lawrence und W.A. Robertson
- 1937: B. Degenhart
- 1939: Ellen
- 1940: Russell Hooper und Graeme Penington
- 1941: Jenny Gowans und K.H. Pearce
- 1945: E. Phillips Fox und R. Heathcote
- 1947: Jean Whitman
- 1948: James Bruce Birchfield
- 1949: Rosie (wurde 1950 von der Art Gallery of NSW erworben)
- 1950: Andrea Maneschi
- 1952: Jennessee Blakie
- 1955: Dorothy Ross